# André Michel Lwoff
André Michel Lwoff (Ainay-le-Château, 1902. május 8. – Párizs, 1994. szeptember 30.) francia mikrobiológus. 1965-ben François Jacobbal és Jacques Monod-val megosztva elnyerte az orvostudományi Nobel-díjat "az enzim- és vírustermelés genetikai szabályozásának felfedezéséért". A Magyar Tudományos Akadémia tiszteleti tagja.

## Tanulmányai

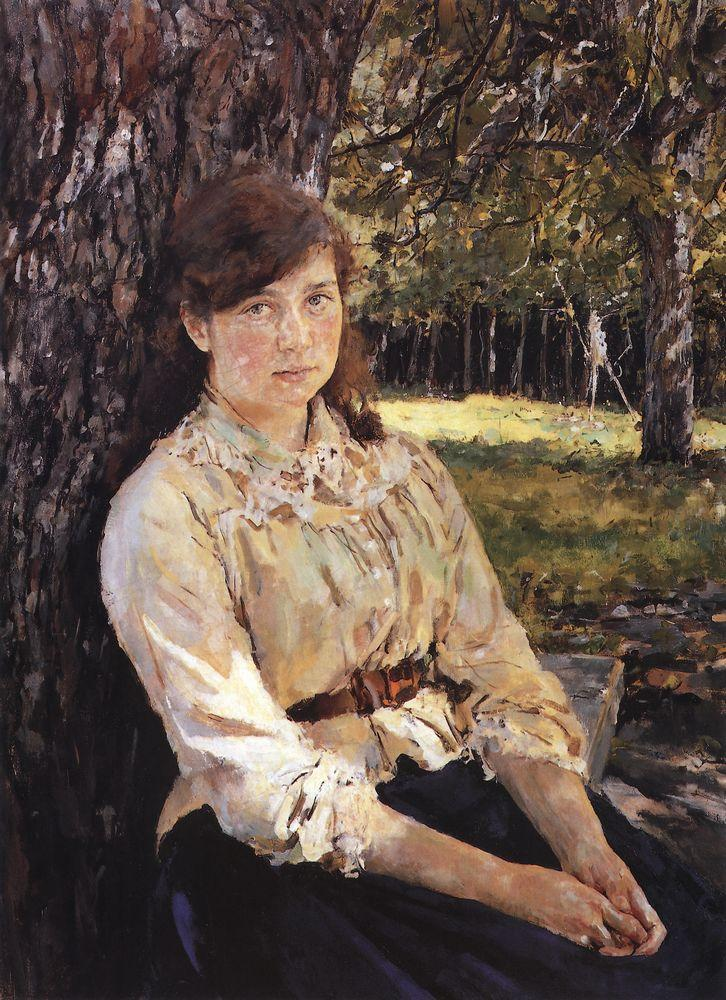
Naptól megvilágított lány (Marija Szimonovics portréja; A. Szerov képe, 1888)

André Lwoff 1902. május 8-án született az Auvergne-beli Ainay-le-Château községben. Szülei Franciaországba emigráló oroszországi zsidók voltak. Apja, a pszichiáter Szolomon Keszelevics Lvov egy Párizs melletti elmekórház főorvosaként dolgozott. Anyja, a festő és szobrászművész Marija Jakovlevna Szimonovics pedagóguscsaládból származott, de unokatestvére a neves festő Valentyin Szerov volt, akinek Marijáról festett képe ma a Tretyakov-képtárban látható.
Lwoff affinitása a kísérletezéshez hamar megmutatkozott, de apja azt szerette volna, ha orvosnak tanul. A párizsi Sorbonne-on tanult, de alapdiplomája megszerzése után 1921-ben, 19 évesen a Pasteur Intézetben kezdett dolgozni a híres biológus, protozoológus, Édouard Chatton irányítása alatt. Együttműködésük 17 évig, Chatton haláláig tartott. Lwoff első kutatási témája a patogén csillós egysejtűek életciklusa és morfogenezise volt, de tanulmányozta a táplálkozásukat és a fejlődésükhöz szükséges növekedési faktorokat is. 1927-ben megkapta orvosi diplomáját, 1932-ben pedig megvédte doktori disszertációját, amelyben amellett érvelt, hogy az egysejtűek az evolúció során nem csak fejlődhetnek, hanem el is veszíthetik biokémiai funkcióikat.

## Munkássága
1925 decemberében feleségül vette Marguerite Bourdaleix-t, aki szintén mikrobiológusként dolgozott a Pasteur Intézetben. A házaspár a későbbiekben kutatásaik jelentős részét közösen végezte. 1932-ben a Rockefeller Alapítvány ösztöndíjával egy évet töltöttek Otto Meyerhof heidelbergi kutatóintézetében. Lwoffnak itt sikerült azonosítania az egyik növekedési faktort, a hematint. 1936-ban egy újabb ösztöndíjjal hét hónapot töltött a Cambridge-i Egyetemen és felfedezte a Haemophilus influenzae parazita baktérium ún. V-növekedési faktorát, amelyről kimutatta, hogy azonos az Otto Warburg által akkor felfedezett "koenzimmel". Lwoff úgy vélte, hogy minden szervezet elveszítheti azon tulajdonságát, hogy a működéséhez szükséges , de a környezetében megtalálható anyagot szintetizálja; embernél ezeket az anyagokat vitaminoknak nevezzük.
1938-ban kinevezték a Pasteur Intézet mikrobiológiai élettani osztályának vezetőjévé.
A második világháború kitörésekor behívták a hadseregbe, majd a német megszállás után visszatért a laboratóriumába és részt vett az ellenállási mozgalomban. 

### A víruslizogénia felfedezése
1946-ban egy amerikai konferencián találkozott Max Delbrückkel, a "fágcsoport" egyik tagjával. A fágcsoport egy kutatói munkacsoport volt, amelynek tagjai a baktériumok vírusait, a fágokat tanulmányozták a genetika és a sejtélettan alapvető törvényszerűségeinek megértése érdekében. Delbrück kételkedett a francia Eugène Wollman (akit a nácik koncentrációs táborba hurcoltak) megfigyelésében, miszerint a baktériumok előzetes fertőzés nélkül is széteshettek és vírusokat bocsáthattak a környezetbe. Lwoffot érdekelte a jelenség és hazaérkezése után kidolgozott egy módszert a baktériumok egyesével való elkülönítésére és megfigyelésére. Hamarosan igazolni tudta, hogy valóban előfordul, hogy az izolált sejt spontán elpusztul és fágok százai jönnek létre belőle. 1953-ban (rokonával a kanadai születésű Louis Siminivichcsel és a dán Niels Kjeldgaarddal közösen) kimutatta, hogy az ultraibolya fény kiváltja a lizogéniának nevezett jelenséget. Lwoff ezáltal felfedezte, hogy egyes vírusok a sejtben rejtőzve hosszú ideig inaktívak maradhatnak és spontán, vagy valamilyen hatás által aktiválódhatnak. 1950-ben Lwoff csoportjához csatlakozott a fiatal François Jacob. 

### A poliovírus
1955-ben Lwoff és felesége hosszú észak-amerikai körútra indult, amely során végiglátogatták az USA legjobb mikrobiológiai és virológiai laboratóriumait. Pasadenában, Renato Dulbeccónál kezdte el tanulmányozni a gyermekbénulás kórokozóját, a poliovírust. Párizsban részletesen megfigyelte, hogy milyen hatással van a vírus szaporodására a hőmérséklet változása, a tápközeg összetétele vagy pH-ja. Felfedezte, hogy az alacsonyabb hőmérsékletet kedvelő vírustörzsek kevésbé patogének és alkalmasabbak vakcina létrehozására. Lwoff ezt azzal magyarázta, hogy a láz okozta magasabb hőmérsékleten csak az ilyen körülményekre specializálódott törzsek képesek betegséget kiváltani.
1959-től a Sorbonne-on oktatott mikrobiológiát egészen 1968-ig. Ekkor elvállalta a villejuifi rákkutató intézet vezetését, 1972-ben nyugdíjba vonult. Visszavonulása után csak a festészettel töltötte idejét.

## Díjai

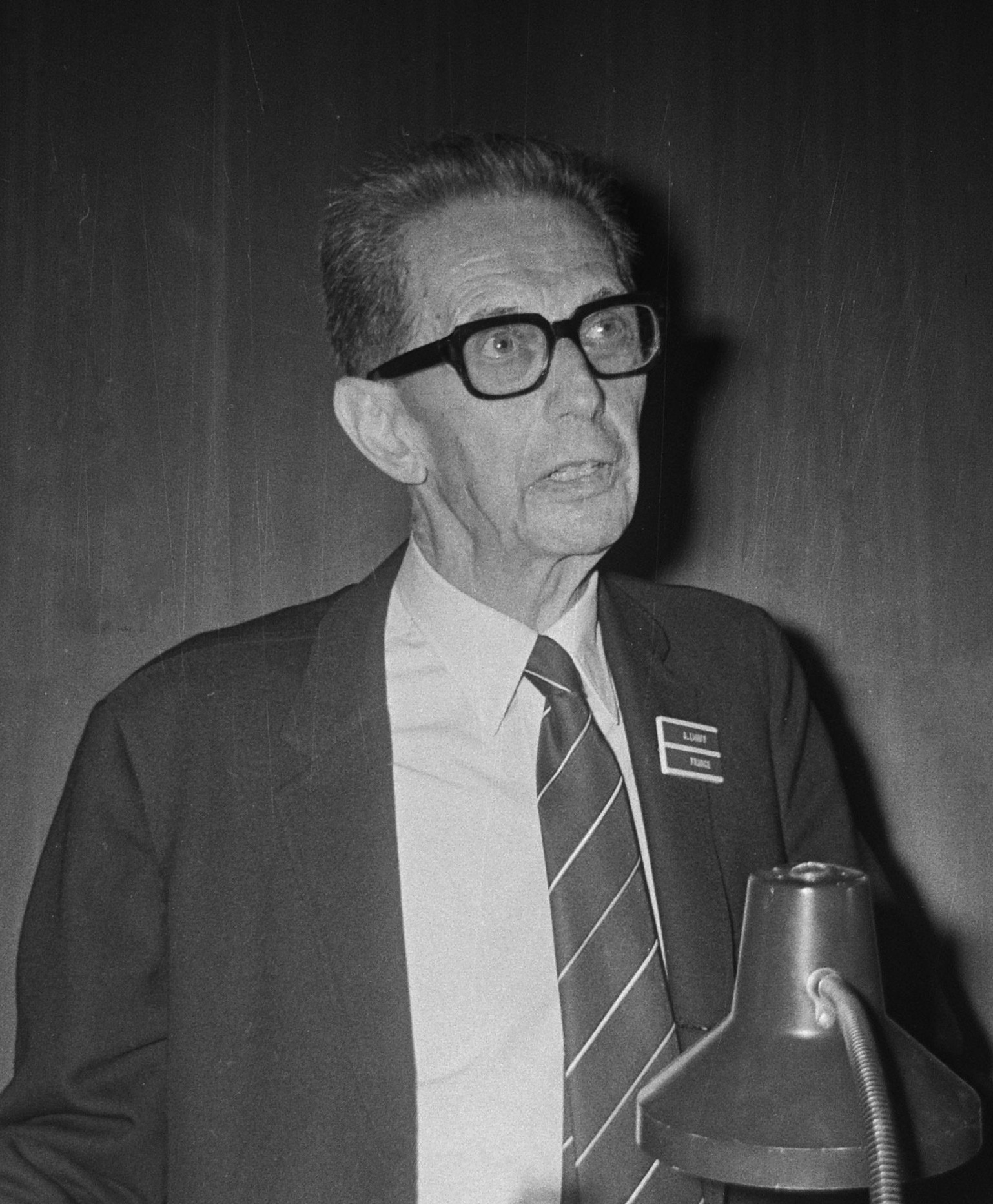
André Lwoff 69 évesen

- a Holland Királyi Akadémia Leeuwenhoek-érme (1960)
- a Brit Biokémiai Társaság Keilin-érme (1964)
- Fiziológiai és orvostudományi Nobel-díj (François Jacobbal és Jacques Monod-val megosztva, 1965)
- a Francia Természettudományi Akadémia Lallemant-, Noury-, Longchampt-, Chaussier-, Petit d'Ormoy-díjai
- a Charles-Léopold Mayer Alapítvány díja

Számos tudományos társaság tagja, a brit Royal Society (1958-tól) és az Amerikai Művészeti és Tudományos Akadémia levelező tagja volt. A Chicagói, Oxfordi, Glasgow-i és Leuveni Katolikus Egyetemek adományoztak neki díszdoktori címet.

## Személyisége
André Lwoff humanista volt és ellenezte a halálbüntetést, támogatta viszont a fogamzásgátlást; ő volt a francia születésszabályozási mozgalom első elnöke. A magas, vékony, egyenes tartású kutatót munkatársai és ismerősei választékos, kifinomult ízlésű embernek ismerték; ez megnyilvánult előadásaiban, öltözködésében és étkezésében is. Gondosan végigvizsgálta a munkacsoportjában írt valamennyi közleményt és kijavította stílusbeli és helyesírási hibákat, különös tekintettel az anglicizmusokra. Szokása volt beszélgetőpartnere hibáit is kijavítani; ezért és diplomáciai érzékének hiánya miatt sok ellenséget szerzett.
André Lwoff 1994. szeptember 30-án halt meg Párizsban, 92 éves korában.